# Дом муниципального совета (Йоэнсуу)

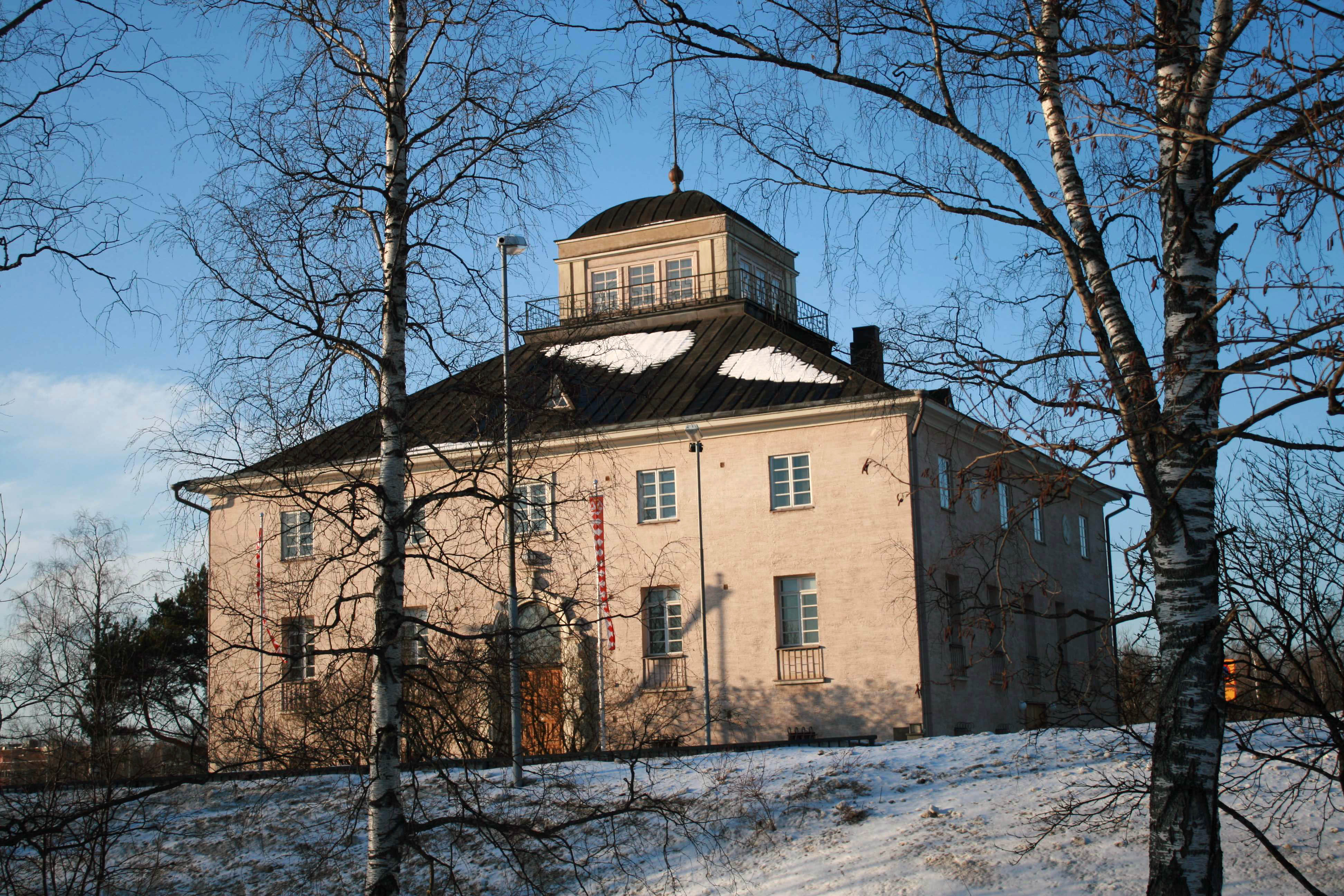
«Замок Пиелисйоки»

Дом муниципального совета (также  замок Пиелисйоки) (фин. Pielisjoen linna) — самое старое каменное здание в городе Йоэнсуу, (Финляндия) построенное в устье реки Пиелисйоки на острове Нискасаари в 1852 году. Здание было построено через четыре года после присвоения Йоэнсуу статуса города, и было выполнено по проекту архитектора Эрнста Лорманна (швед. Ernst B. Lohrmann), использовалось в качестве императорского (Российская империя) зернохранилища.
Общая площадь здания составляет ориентировочно 1500 кв.м. Общая высотность составляет три этажа.
Площадь земельного участка составляет 0,34 га.

## Размещение Охранного корпуса
В 1919 году, после провозглашения независимости, здание было передано Охранному корпусу Финляндии (именно в это время здание получило название «замок Пиелисйоки») и использовалось под склад для Северо-Карельского военного округа. Также на первом этаже были установлены пушки полевой батареи Йоэнсуу. А когда военному округу потребовались жилые и офисные помещения, был приглашен архитектор Уле Грипенберг для проведения реконструкции. Здание подверглось основательной трансформации: в центре здания была установлена массивная лестница, которая освещалась через пирамидальную фонарную конструкцию, сделанную в крыше здания. Все кирпичные стены были оштукатурены и на западной стене, в верхней её части, были выполнены два гипсовых медальона. На одном из медальонов изображен нарукавный знак корпуса охраны, а на втором - бронированная рука, держащая прямой меч с герба Карелии. Масштабные работы по реконструкции были завершены летом 1929 года.
В этом здании укрылся экс-президент К.Ю.Стольберг со своей женой во время событий, связанных с политическим движением Лапуа, в октябре 1930 года, и отсюда, на следующий день началось его торжественное возвращение в Хельсинки, после их похищения.
Во время Второй мировой войны в здании размещалась военная база.
После войны, медальон со знаком охранного корпуса был демонтирован и в здании размещался штаб военного округа вплоть до 1967 года.

## Размещение института
С 1971 по 2006 года в здании разместился Карельский научно-исследовательский институт при Университете Восточной Финляндии и там же распологался студенческий союз Йоэнсуу (фин. Joensuun yliopiston ylioppilaskunta).
Когда был построен университетский городок, институт переехал в университетский кампус.
За время использования здания в образовательных целях, в 1992-1993 годах, здание заново было реконструировано и на этот раз был восстановлен облик 1920-х годов. Архитектором выступил Эса Пиирайнен, он восстановил нарукавный знак финской гвардии в западной части здания и оснастил здание современными инженерными решениями.

## Размещение Муниципального совета
До 2003 года здание и участок находились в собственности государства, после чего перешли в муниципальную собственность города Йоэнсуу. 
Здание Замка Пиелисйоки было передано под размещение Муниципального совета Северной Карелии (фин. Pohjois-Karjalan maakuntaliitto).
Замок Пиелисйоки является культурным и архитектурным наследием города Йоэнсуу.

## Архитекторы здания
- Эрнст Б. Лорманн швед. Ernst Lohrmann (1803-1870) строительство зернохранилища с канцелярскими помещениями в 1852 году
- Уле Грипенберг швед. Ole Gripenberg (1892-1979) реконструкция под жилые и штабные военные цели в 1929 году
- Эса Пирайнен фин. Esa Piirainen реконструкция под образовательные цели в 1993 году